# European Heart Journal – Cardiovascular Imaging
European Heart Journal – Cardiovascular Imaging (skrót: Eur Heart J Cardiovasc Imaging) – naukowe czasopismo kardiologiczne o zasięgu międzynarodowym, wydawane od 2000 roku. Specjalizuje się w publikowaniu prac dotyczących diagnostyki obrazowej układu krwionośnego (echokardiografia, rezonans magnetyczny, tomografia komputerowa, obrazowanie technikami medycyny nuklearnej, obrazowanie inwazyjne). Oficjalny organ European Association of Cardiovascular Imaging (EACVI), które jest częścią Europejskiego Towarzystwa Kardiologicznego (ang. European Society of Cardiology, ESC). Miesięcznik.
W latach 2000–2011 czasopismo ukazywało się pod nazwą „European Journal of Echocardiography" z podtytułem, który precyzował, że to organ Grupy Roboczej Echokardiografii Europejskiego Towarzystwa Kardiologicznego (ang. journal of the Working Group on Echocardiography of the European Society of Cardiology). Od 1 stycznia 2012 nastąpiła zmiana tytułu na „European Heart Journal – Cardiovascular Imaging". Periodyk należy do rodziny 13 czasopism Europejskiego Towarzystwa Kardiologicznego poświęconych badaniom nad układem sercowo–naczyniowym. Kwestie techniczno–wydawnicze leżą w gestii brytyjskiego Oxford University Press.
Redaktorem naczelnym (ang. editor-in-chief) czasopisma jest Gerald Maurer – profesor kardiologii związany z austriackim Uniwersytetem Medycznym w Wiedniu (niem. Medizinische Universität Wien).
Pismo ma współczynnik wpływu impact factor (IF) wynoszący 8,336 (2017) oraz wskaźnik Hirscha równy 71 (2017). W międzynarodowym rankingu SCImago Journal Rank (SJR) mierzącym wpływ, znaczenie i prestiż poszczególnych czasopism naukowych „European Heart Journal – Cardiovascular Imaging" zostało w 2017 sklasyfikowane na 4. miejscu wśród czasopism z dziedziny radiologii, medycyny nuklearnej i obrazowania oraz na 15. miejscu wśród czasopism z dziedziny kardiologii i medycyny sercowo-naczyniowej. W polskich wykazach czasopism punktowanych przez Ministerstwo Nauki i Szkolnictwa Wyższego publikacja w tym czasopiśmie otrzymywała w latach 2014–2016 po 35 punktów.